# Болховитин, Александр Павлович
Алекса́ндр Па́влович Болхови́тин (род. 9 августа 1971) — российский легкоатлет, специалист по бегу на длинные дистанции, кроссу, марафону, горному бегу. Выступал на профессиональном уровне в 1995—2013 годах, чемпион России, многократный победитель и призёр первенств всероссийского значения, крупных международных стартов. Представлял Пензенскую, Тюменскую и Московскую области. Мастер спорта России международного класса. Тренер по бегу.

## Биография
Александр Болховитин родился 9 августа 1971 года. Начал заниматься спортом в 1979 году.
Впервые заявил о себе на международном уровне в сезоне 1995 года, когда вошёл в состав российской сборной и выступил на чемпионате Европы по кроссу в Алнике, где занял среди мужчин 26-е место.
В 1996 году финишировал четвёртым на полумарафоне в Санкт-Петербурге, показал 42-й результат на чемпионате мира по полумарафону в Пальме и 25-й результат на чемпионате Европы по кроссу в Шарлеруа, участвовал в чемпионате мира по экидену в Копенгагене.
В 1997 году финишировал четвёртым на марафонском Суперкубке «Москва — Лужники», занял 21-е место на кроссовом чемпионате Европы в Оэйраше.
В 1998 году среди прочего стал третьим в 30-километровом пробеге «Пушкин — Санкт-Петербург».
В 2002 году выиграл бронзовую медаль в дисциплине 12 км на весеннем чемпионате России по кроссу в Кисловодске.
В 2004 году одержал победу на марафоне в Майнце, установив при этом свой личный рекорд — 2:18:36.
В 2007 году победил на чемпионате России по горному бегу вверх в Железноводске, занял 38-е место на Франкфуртском марафоне.
В 2008 году получил серебро на чемпионате России по горному бегу вверх в Железноводске, уступив лишь Андрею Сафронову.
В 2011 году вновь стал серебряным призёром на чемпионате России по горному бегу вверх в Железноводске, занял 32-е место на чемпионате Европы по горному бегу в Памуккале.
В 2013 году взял бронзу на чемпионате России по горному бегу вверх в Железноводске, показал 43-й результат на чемпионате Европы по горному бегу в Боровеце.
За выдающиеся спортивные достижения удостоен почётного звания «Мастер спорта России международного класса» (2019).
Впоследствии работал тренером по бегу в Москве, получил высшее тренерское образование в Московской государственной академии физической культуры.